# Pedro I de Ayerbe

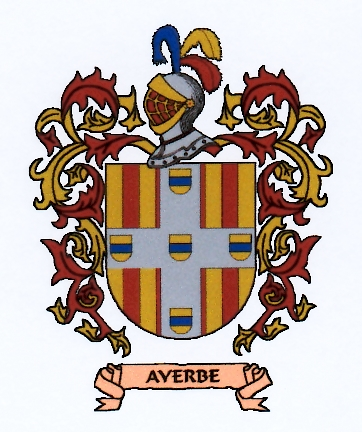
Escudo de armas de Pedro de Ayerbe, infante de Aragón e hijo de Jaime I el Conquistador.

Pedro I de Ayerbe (c. 1240-1318), fue infante de Aragón por ser hijo de Jaime I el Conquistador y de Teresa Gil de Vidaure, así como el I barón de Ayerbe, Grañén, Robres y Arnueso.

## Orígenes familiares
Hijo ilegítimo, y más tarde legitimado, del rey Jaime I el Conquistador, rey de Aragón, y de Teresa Gil de Vidaure. Por parte paterna sus abuelos eran Pedro II el Católico, rey de Aragón, y su mujer, la reina María de Montpellier. Era hermanastro de Pedro III el Grande, rey de Aragón, y de Jaime II, rey de Mallorca.

## Biografía

Escudo de la Casa de Vidaure, de la que descendía Pedro de Ayerbe a través de su madre Teresa Gil de Vidaure.

Las donaciones de su padre, el rey Jaime I el Conquistador, y la dote aportada por su esposa, Aldonza de Cervera, contribuyeron a que Pedro de Ayerbe acumulase un importante patrimonio, recibiendo el 7 de septiembre de 1272 el señorío del castillo y la aldea de Ayerbe. 
Sus primeras apariciones se dan el 9 de noviembre del 1270 al tomar parte en las luchas contra Artal de Luna, aunque también estaría presente en la Conquista de Murcia y más tarde también participaría en las luchas contra Ramón de Cardona y la nobleza catalana. En 1285 participó en la defensa de la zona cercana a Ejea de los Caballeros, que estaba siendo atacada por el Reino de Navarra. Al año siguiente, en 1286, influyó de forma notable en las negociaciones que condujeron al Reino de Navarra a firmar una tregua con los aragoneses.

## Relación conJaime I de Aragón
Aunque su padre, el rey Jaime I, legitimó en su testamento de 1272 a él y a su hermano Jaime de Jérica, en ningún momento los llama infantes como a sus hijos habidos del matrimonio con Violante de Hungría, sino que los denomina simplemente como hijos, mientras que a Fernando Sánchez de Castro y Pedro Fernández de Híjar los denomina como hijos naturales. No los equipara para nada con los infantes y solamente les da la opción de heredar los reinos si se diera la situación de que ambos murieran sin descendientes. Aun así su padre recurría tanto a él como a su hermano de forma conjunta para distintas tareas y según los documentos de la cancillería el trato entre ambos hermanos con su padre era bueno.

## Sepultura
A su muerte fue sepultado, junto con su madre, su hermano Jaime I de Jérica, la esposa de él, Elfa Álvarez de Azagra, y de su esposa Aldonza de Cervera, en el Real Monasterio de Gratia Dei, ya desaparecido, conocido como Real Monasterio de la Zaidia, situado en Marjalena/Marchalenes Valencia. Actualmente los restos mortales de su hermano se encuentran desaparecidos. En cambio, el monasterio de Gratia Dei, aunque cambió de lugar y actualmente se encuentra en el municipio de Benaguacil, si que custodia aún los restos de su madre Teresa Gil de Vidaure.

## Matrimonio y descendencia
Contrajo matrimonio con Aldonza de Cervera y Moncada, hija de Jaime de Cervera, señor de Gebut y Meià y que aportó una importante dote al matrimonio. Fruto de ese matrimonio nacieron dos hijas y un hijo: 
- Blanca de Ayerbe, contrajo matrimonio con Fernando López de Luna, ricohombre de Aragón
- Pedro II de Ayerbe, II barón de Ayerbe, Grañén, Robres y Arnueso. Contrajo primer matrimonio con María Fernández de Luna, hija de Lope de Luna.[4] Tuvo como segunda mujer a Yolanda Lascaris de Ventimiglia, hija de Eudoxia Lascarina, y nieta por tanto del emperador Teodoro II Lascaris.[5]
- Teresa de Ayerbe (1308-?), casada con Guillén de Montcada (?-1329), señor de Fraga
- Constanza[1]

Tuvo un hijo ilegítimo: 
- Jaime de Ayerbe, I barón de Paternoy.